# Municipio de Mission (condado de Shawnee)
El municipio de Mission (en inglés: Mission Township) es un municipio ubicado en el condado de Shawnee en el estado estadounidense de Kansas. En el año 2010 tenía una población de 9365 habitantes y una densidad poblacional de 121,77 personas por km².

## Geografía
El municipio de Mission se encuentra ubicado en las coordenadas 38°59′52″N 95°47′3″O / 38.99778, -95.78417. Según la Oficina del Censo de los Estados Unidos, el municipio tiene una superficie total de 76.91 km², de la cual 73.43 km² corresponden a tierra firme y (4.52%) 3.48 km² es agua.

## Demografía
Según el censo de 2010, había 9365 personas residiendo en el municipio de Mission. La densidad de población era de 121,77 hab./km². De los 9365 habitantes, el municipio de Mission estaba compuesto por el 91.93% blancos, el 2.49% eran afroamericanos, el 0.63% eran amerindios, el 1.96% eran asiáticos, el 0.07% eran isleños del Pacífico, el 1.04% eran de otras razas y el 1.88% pertenecían a dos o más razas. Del total de la población el 4.47% eran hispanos o latinos de cualquier raza.